# Abomination
Abomination, egentligen Emil Blonsky, tecknad superskurk från Marvel Comics skapad av Stan Lee och Gil Kane och en av Hulks återkommande fiender. Precis som Hulk är han grön och en produkt av gammastrålning men har ett mer reptillikt utseende. Han uppträdde första gången i Tales to Astonish #90. Han är även med i filmen The Incredible Hulk (2008), där han spelas av Tim Roth, och i TV-serien The Avengers: världens mäktigaste hjältar.

## Krafter
Abomination har övermänsklig styrka, och alla andra av Hulks krafter.